# نورا جونز
جیتلی نورا جونز شنکر یا نورا جونز (به انگلیسی: Geethali Norah Jones Shankar) (زاده ۳۰ مارس ۱۹۷۹) خواننده، ترانه‌سرا، پیانیست و بازیگر آمریکایی  است.
 او فرزند راوی شانکار (به انگلیسی: Ravi Shankar) نوازنده شهیر سیتار هندی است نورا جونز تا کنون موفق به دریافت ۱۱ جایزهٔ گرمی شده است.

## زندگی
نورا در ۳۰ مارس ۱۹۷۹ در شهر نیویورک به دنیا آمد. هنگامی که نورا ۴ سال داشت، او و مادرش سو* به شهر Grapevine در حومهٔ شهر دالاس در ایالت تگزاس نقل مکان کردند. او در ۵ سالگی به گروه کُر کلیسا ملحق شد و در ۷ سالگی فراگیری پیانو را آغاز کرد و در دورهٔ راهنمایی نوازندگی آلتو ساکسیفون را فراگرفت.
هنگامی که نورا ۱۵ ساله بود، به همراه مادرش به شهر مرکزی دالاس نقل‌مکان کردند که در آنجا نورا در دبیرستان هنرهای تجسمی و نمایشی Booker T. Washington ثبت‌نام کرد.
نورا جونز در سال ۱۹۹۶ در دبیرستان جایزهٔ موسیقی دانش‌آموزان Down Beat را به عنوان بهترین خواننده جاز و بهترین موسیقی ساخته شده را بدست آورد. او در سال ۱۹۹۷ دومین جایزهٔ موسیقی دانش‌آموزی را به عنوان بهترین خواننده جاز کسب کرد.
پس از دبیرستان، نورا جونز وارد دانشگاه تگزاس شمالی شد و در رشتهٔ پیانو جاز فارغ‌التحصیل شد.
در تابستان ۱۹۹۹ نورا جونز به منهتن نقل‌مکان کرد.
در اکتبر سال ۲۰۰۰، نورا جونز به همراه گروه خودش متشکل از جسی هریس* (گیتار)، لی الکساندر* (بیس) و دان ریزر* (درام) چند نمونه را برای کمپانی Blue Note Records ضبط کرد.

## پیشینهٔ آثار منتشرشده
در ماه مه سال ۲۰۰۱ نورا جونز ضبط آهنگ‌های آلبوم با من بیا* را شروع کرد.
در سال ۲۰۰۳ نورا جونز هشت جایزه از جوایز گرمی را برای آلبوم Don't know why بدست آورد.
در ۹ ام فوریه ۲۰۰۴ نورا جونز آلبوم دوم خود را منتشر کرد. در طی یک هفته پس از انتشار این آلبوم یک میلیون نسخه از آن فروخته شد.
در سال ۲۰۰۵ نیز نورا جونز ۳ جایزهٔ گرمی بدست آورد.

## آلبوم‌ها
- First Sessions (۲۰۰۱)
- Come Away with Me (۲۰۰۲)
- Feels Like Home (۲۰۰۴)
- Not Too Late (۲۰۰۷)
- (2009)the fall
- Little Broken Hearts (2012)

## جوایزگرمی
- ۲۰۰۳ - بهترین آلبوم وکال پاپ - Come away with me
- ۲۰۰۳ - آلبوم سال - Come away with me
- ۲۰۰۳ - بهترین آلبوم طراحی شدهٔ غیر کلاسیک - Come away with me
- ۲۰۰۳ - ضبط سال - Don't know why
- ۲۰۰۳ - بهترین کارآیی وکال پاپ زن - Don't know why
- ۲۰۰۳ - آهنگ سال - Don't know why
- ۲۰۰۳ - بهترین هنرمند جدید
- ۲۰۰۵ - بهترین همکاری پاپ با وکال - Here We Go Again
- ۲۰۰۵ - بهترین کارآیی وکال پاپ زن - Sunrise
- ۲۰۰۵ - ضبط سال - Here We Go Again